# Byrnes Mill
La ville de Byrnes Mill est située dans le comté de Jefferson, dans l’État du Missouri, aux États-Unis. Sa population s’élevait à 2 781 habitants lors du recensement de 2010, estimée à 2 929 habitants en 2016.

## Source
- (en) Cet article est partiellement ou en totalité issu de l’article de Wikipédia en anglais intitulé « Byrnes Mill, Missouri » (voir la liste des auteurs).